# Douro-Dummer
Douro-Dummer är en kommun (township) i den kanadensiska provinsen Ontario. Den ligger i Peterborough County, i den sydöstra delen av landet, 220 km sydväst om huvudstaden Ottawa. Antalet invånare var 6 709 2016.